# Sint-Michaëlkerk (Venlo)
De Sint-Michaëlkerk is de parochiekerk van wijk 't Ven in de Nederlandse stad Venlo. De kerk is gelegen aan de Straelenseweg.

## Geschiedenis

### Eerste kerk
De gelovigen van 't Ven kerkten aanvankelijk in de kapel van klooster Mariadal, en na de Tweede Wereldoorlog ook in de toen gebouwde Gerarduskapel. De architecten Van Hest en Kimmel ontwierpen een kerkgebouw dat in 1966 in gebruik werd genomen. Het betrof een grote kerk die een naar het liturgisch centrum toe afhelde, terwijl de zoldering juist omhoog ging. Bij het liturgisch centrum (altaar, doopvont, zangkoor) was de wand vlak.
De losstaande klokkentoren bestaat uit twee V-vormige betonelementen die in het midden met elkaar verbonden zijn. Er zijn drie klokken en het geheel wordt bekroond door een ijzeren kruis.
De kerk werd betreden door twee betonnen portalen.
In 2006 werd deze kerk gesloopt, aangezien ze te groot was geworden en te kostbaar in het onderhoud. De kerk had 800 zitplaatsen, terwijl de wijk ongeveer 2000 inwoners telde.

### Tweede kerk
Een nieuwe, kleinere, kerk werd gebouwd, welke in 2007 in gebruik werd genomen. Deze vormde onderdeel van een complex waarin ook een basisschool, een peuterspeelzaal en een gemeenschapshuis waren opgenomen. Het betreft een doosvormig, bakstenen gebouw. De oorspronkelijke klokkentoren bleef behouden.
Hoewel het een Rooms-Katholieke kerk betreft, worden er ook diensten gehouden door de lokale pinkstergemeente.